# Communauté de communes du pays de Lure
De Communauté de communes du pays de Lure (CCPL) is een samenwerkingsverband tussen gemeenten in de Haute-Saône in Frankrijk.
Deze werd opgericht op 16 december 1998.